# 필립 베일리
필립 제임스 베일리(영어: Philip james Bailey, 1951년 5월 8일 ~ )는 미국의 가수, 작곡가이자 퍼커셔니스트로, 어스, 윈드 & 파이어의 초기 멤버이자 밴드 창립자인 모리스 화이트와 함께 두 명의 리드 보컬 중 한 사람으로 가장 잘 알려져 있다.
4옥타브에 이르는 음역과 독특한 팔세토 창법으로 잘 알려진 그는, 어스, 윈드 & 파이어의 일원으로 로큰롤 명예의 전당과 보컬 그룹 명예의 전당에 헌액되었으며, 밴드와 함께한 활동으로 작곡가 명예의 전당에도 헌액되었다.